# Adam Borowski

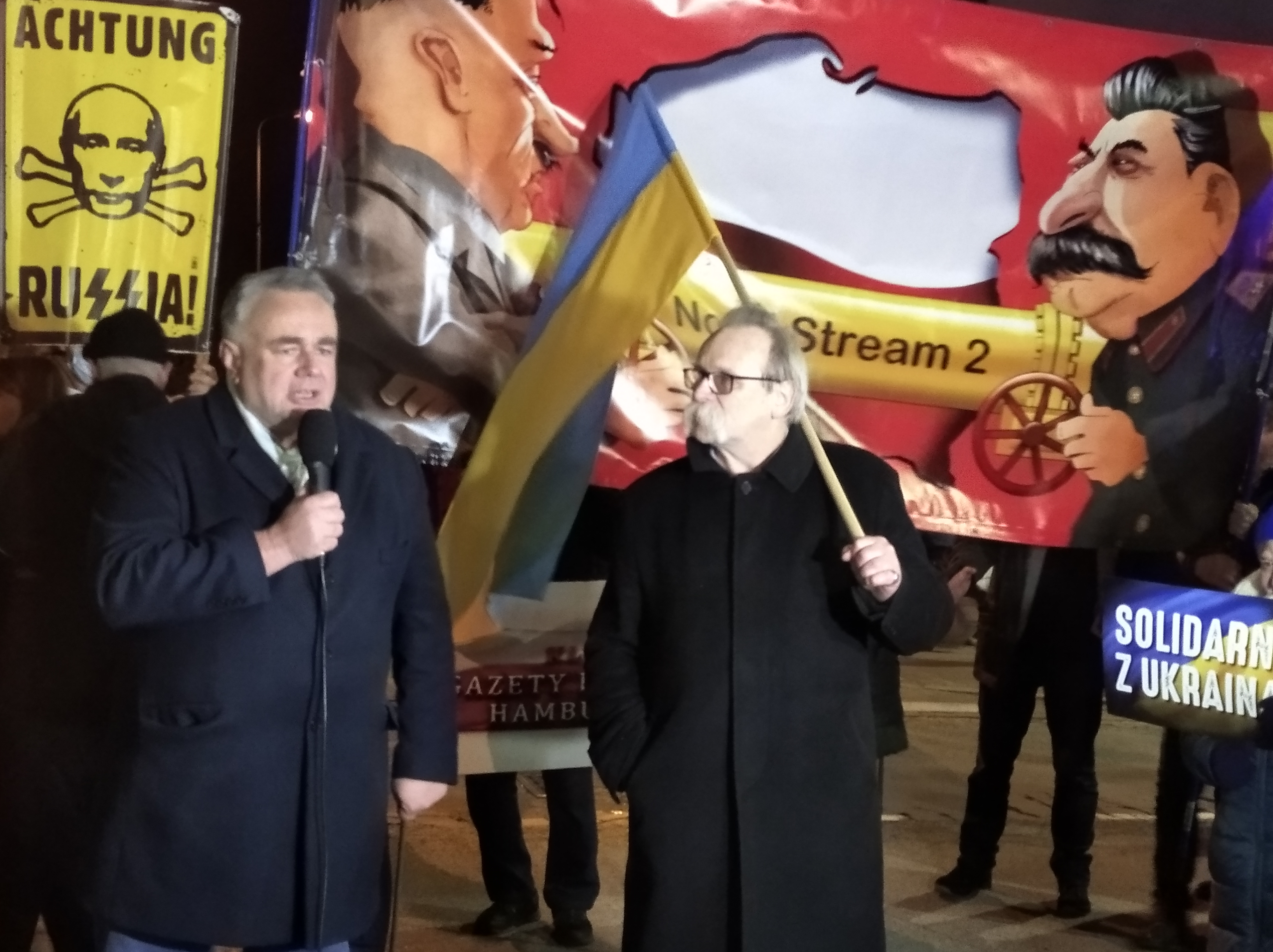
Tomasz Sakiewicz i Adam Borowski na demonstracji „Ukraino walcz” pod warszawską ambasadą Rosji, 24 lutego 2022

Adam Zbigniew Borowski (ur. 21 lipca 1955 w Warszawie) – polski działacz opozycji demokratycznej i niepodległościowej w PRL, wydawca i działacz społeczny.

## Życiorys
W 1975 ukończył Technikum Mechaniczne w Warszawie. Od 1979 studiował zaocznie na Wydziale Historycznym Uniwersytetu Warszawskiego. Został relegowany z uczelni po wprowadzeniu stanu wojennego 13 grudnia 1981.
W latach 1975–1976 pracował w Miejskim Przedsiębiorstwie Materiałów Budowlanych w Warszawie, następnie w Przedsiębiorstwie Budowy Sieci Cieplnych, a od 1979 w stołecznym Miejskim Przedsiębiorstwie Robót Elektrycznych.
Od września 1980 był członkiem NSZZ „Solidarność”, pracował społecznie w Komisji Interwencji i Mediacji Regionu Mazowsze, w swoim zakładzie pracy przewodniczył związkowej Komisji Zakładowej, a w dniach 14–15 grudnia 1981 zorganizował strajk. Był organizatorem struktur podziemnych Międzyzakładowego Robotniczego Komitetu „Solidarności”. Współorganizował niezależny od władz pochód pierwszomajowy w 1982. Był jednym z organizatorów akcji uwolnienia postrzelonego przez milicję Jana Narożniaka. 10 lipca 1982 został aresztowany, a 19 maja 1983 skazany na sześć lat więzienia (w lipcu 1983 wyrok zmniejszono o połowę). W lipcu 1984 został zwolniony warunkowo. W 1985 został zaprzysiężonym członkiem Solidarności Walczącej. Uczestniczył w podziemnym ruchu wydawniczym, organizował wydawnictwa Wers i Prawy Margines, wydawał pismo Solidarności Walczącej „Horyzont”.
W 1989 założył Oficynę Wydawniczą „Volumen”. Działał później w Lidze Republikańskiej, a następnie w Przymierzu Prawicy (zasiadał w radzie politycznej tej partii i jako jej kandydat bez powodzenia startował do Sejmu z listy PiS w wyborach w 2001).
W 1994 był współzałożycielem, a od 2000 przewodniczącym Komitetu Polska-Czeczenia. Od listopada 2005 pełni funkcję „Honorowego Konsula Czeczeńskiej Republiki Iczkerii” w Polsce. W 2014 zasiadł w Komitecie Honorowym Fundacji „Łączka”, sprawującej opiekę i działalność wspierającą wobec Kwatery na Łączce. Jest przewodniczącym warszawskiego klubu „Gazety Polskiej”. Wszedł w skład zarządu Stowarzyszenia Wolnego Słowa.
W wyborach w 2019 i 2023 bezskutecznie kandydował do Sejmu z listy PiS. Wszedł w skład komitetu wspierającego kandydaturę Karola Nawrockiego na prezydenta RP w wyborach w 2025.

## Odznaczenia
W 1997 otrzymał Brązowy Medal „Za zasługi dla obronności kraju”, a w 2000 odznakę „Zasłużony Działacz Kultury”. W 2006, za „wybitne zasługi w działalności na rzecz przemian demokratycznych w Polsce, za osiągnięcia w pracy zawodowej i społecznej”, został odznaczony przez prezydenta Lecha Kaczyńskiego Krzyżem Komandorskim Orderu Odrodzenia Polski. W 2017 został odznaczony przez minister edukacji narodowej Annę Zalewską Medalem Komisji Edukacji Narodowej za udział w obronie nauczania historii w szkołach w 2012 roku. W 2011 otrzymał nagrodę Kustosz Pamięci Narodowej. W 2021 odznaczony Krzyżem Wolności i Solidarności.